# Bahnhof Ishikawachō
Der Bahnhof Ishikawachō (jap. 石川町駅, Ishikawachō-eki) ist ein Bahnhof auf der japanischen Insel Honshū. Er befindet sich in der Präfektur Kanagawa auf dem Gebiet der Stadt Yokohama, genauer im Bezirk Naka-ku.

## Verbindungen
Ishikawachō ist ein Zwischenbahnhof an der Negishi-Linie, die im Bahnhof Yokohama mit der Keihin-Tōhoku-Linie verknüpft ist. Durchgehende Nahverkehrszüge verbinden Ōmiya in der Präfektur Saitama mit Ueno, Tokio, Shinagawa, Kawasaki, Yokohama und Ōfuna. Hinzu kommen während der Hauptverkehrszeit mehrere Züge der Yokohama-Linie, die von Hashimoto her kommend über die übliche Endstation Sakuragichō hinaus ebenfalls nach Ōfuna verkehren. An Werktagen werden tagsüber je Stunde acht bis elf Züge angeboten, während der Hauptverkehrszeit 12 bis 14. Fünf städtische Buslinien halten an zwei Haltestellen in der näheren Umgebung, bedienen den Bahnhof selbst jedoch nicht.

## Anlage
Der Bahnhof steht im zentralen Stadtteil Yoshihamachō, der zum Bezirk Naka-ku gehört und wenige hundert Meter südwestlich der Chinatown liegt. Die auf einem Viadukt befindliche Anlage ist von Norden nach Süden ausgerichtet. Am südlichen Ende wird der Viadukt einerseits von der Stadtautobahn K3 überquert, andererseits überbrückt er unmittelbar darauf den Fluss Nakamura. Der Bahnhof besitzt zwei Gleise, die beide dem Personenverkehr dienen und an zwei vollständig überdachten Seitenbahnsteigen liegen. Das Empfangsgebäude ist unter dem Viadukt angeordnet und besteht aus zwei nicht direkt miteinander verbundenen Teilen am nördlichen und südlichen Ufer des Nakamura (die Verbindung erfolgt durch eine Fußgängerbrücke über den Fluss). Sie sind jeweils von beiden Seiten her zugänglich; Treppen, Aufzüge und Rolltreppen führen hinauf zu den Bahnsteigen.
Im Fiskaljahr 2018 nutzten durchschnittlich 32.702 Fahrgäste täglich den Bahnhof. Seit der Eröffnung der Minatomirai-Linie im Jahr 2004 ist die Zahl der Fahrgäste um knapp ein Viertel zurückgegangen, da Teile der Chinatown vom rund 700 Meter östlich gelegenen Bahnhof Motomachi-Chūkagai besser erschlossen werden.

## Bilder

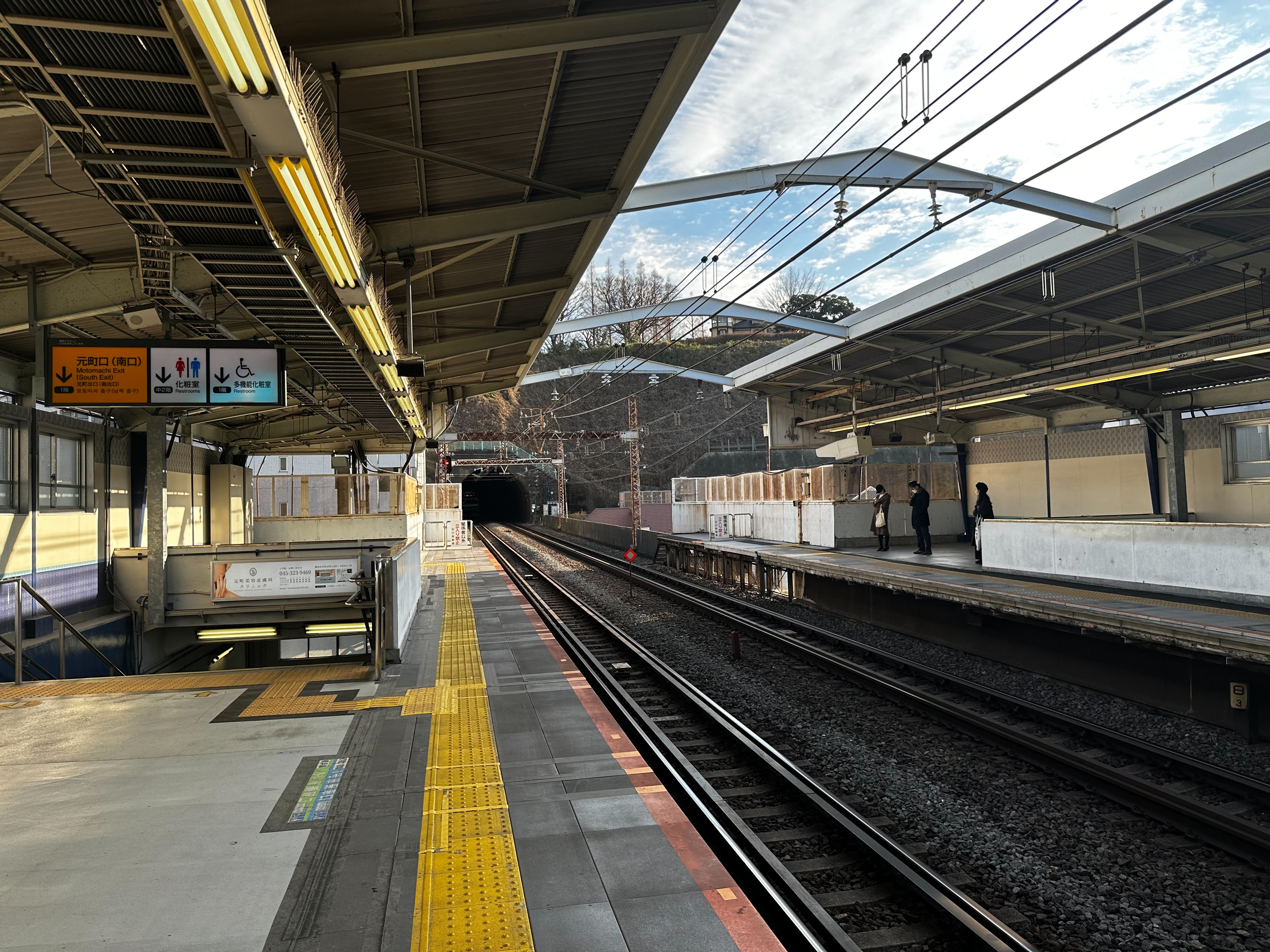
Bahnsteige
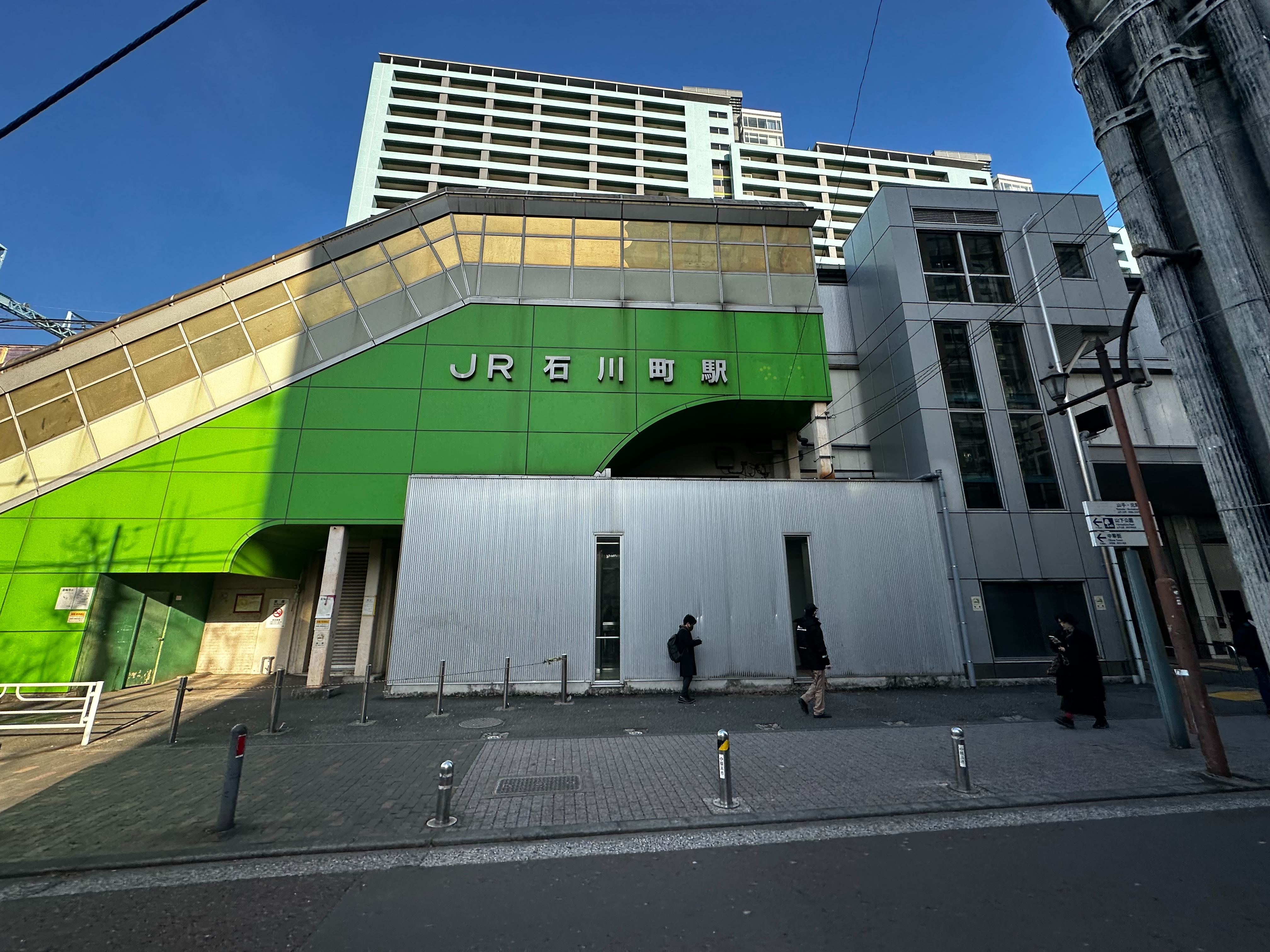
Außenansicht
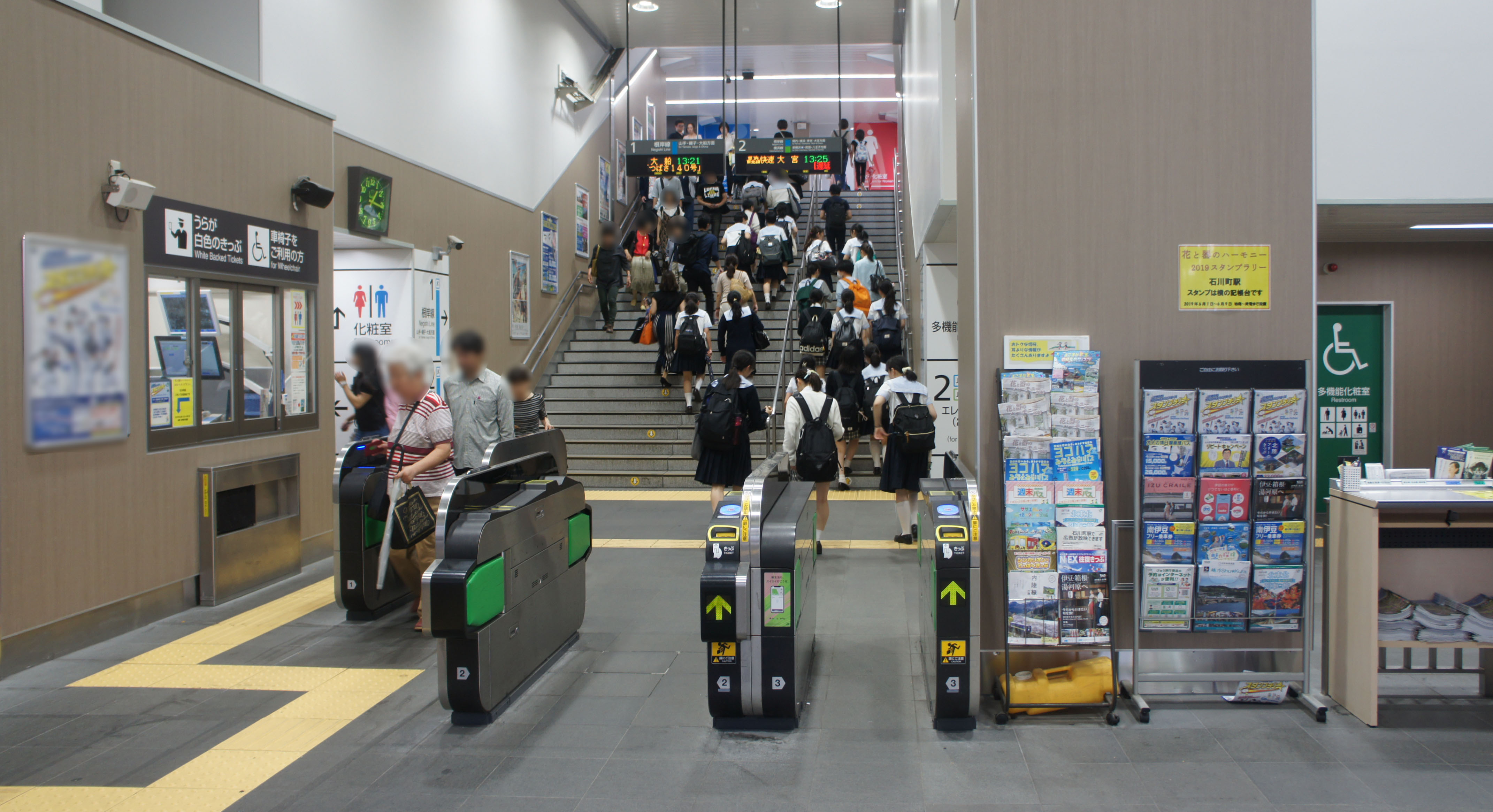
Bahnsteigsperren

## Gleise
| 1 | ▉ Negishi-Linie  | Isogo • Ōfuna                   |
| 2 | ▉ Negishi-Linie  | Yokohama • Tokio • Ueno • Ōmiya |
| 2 | ▉ Yokohama-Linie | Yokohama • Machida • Hachiōji   |

## Linien
| Verlauf der Keihin-Tōhoku-Linie / Negishi-Linie |
| --- |
| Ōmiya • Saitama-Shintoshin • Yono • Kita-Urawa • Urawa • Minami-Urawa • Warabi • Nishi-Kawaguchi • Kawaguchi • Akabane • Higashi-Jūjō • Ōji • Kami-Nakazato • Tabata • Nishi-Nippori • Nippori • Uguisudani • Ueno • Okachimachi • Akihabara • Kanda • Tokyo • Yūrakuchō • Shimbashi • Hamamatsuchō • Tamachi • Takanawa Gateway • Shinagawa • Ōimachi • Ōmori • Kamata • Kawasaki • Tsurumi • Shin-Koyasu • Higashi-Kanagawa • Yokohama • Sakuragichō • Kannai • Ishikawachō • Yamate • Negishi • Isogo • Shin-Sugita • Yōkōdai • Kōnandai • Hongōdai • Ōfuna |

## Geschichte
Die Japanische Staatsbahn eröffnete den Bahnhof am 19. Mai 1964, zusammen mit der Verlängerung der bisher in Sakuragichō endenden Negishi-Linie nach Isogo. Im Rahmen der Staatsbahnprivatisierung ging er am 1. April 1987 in den Besitz der neuen Gesellschaft JR East über.